# Jadeküste

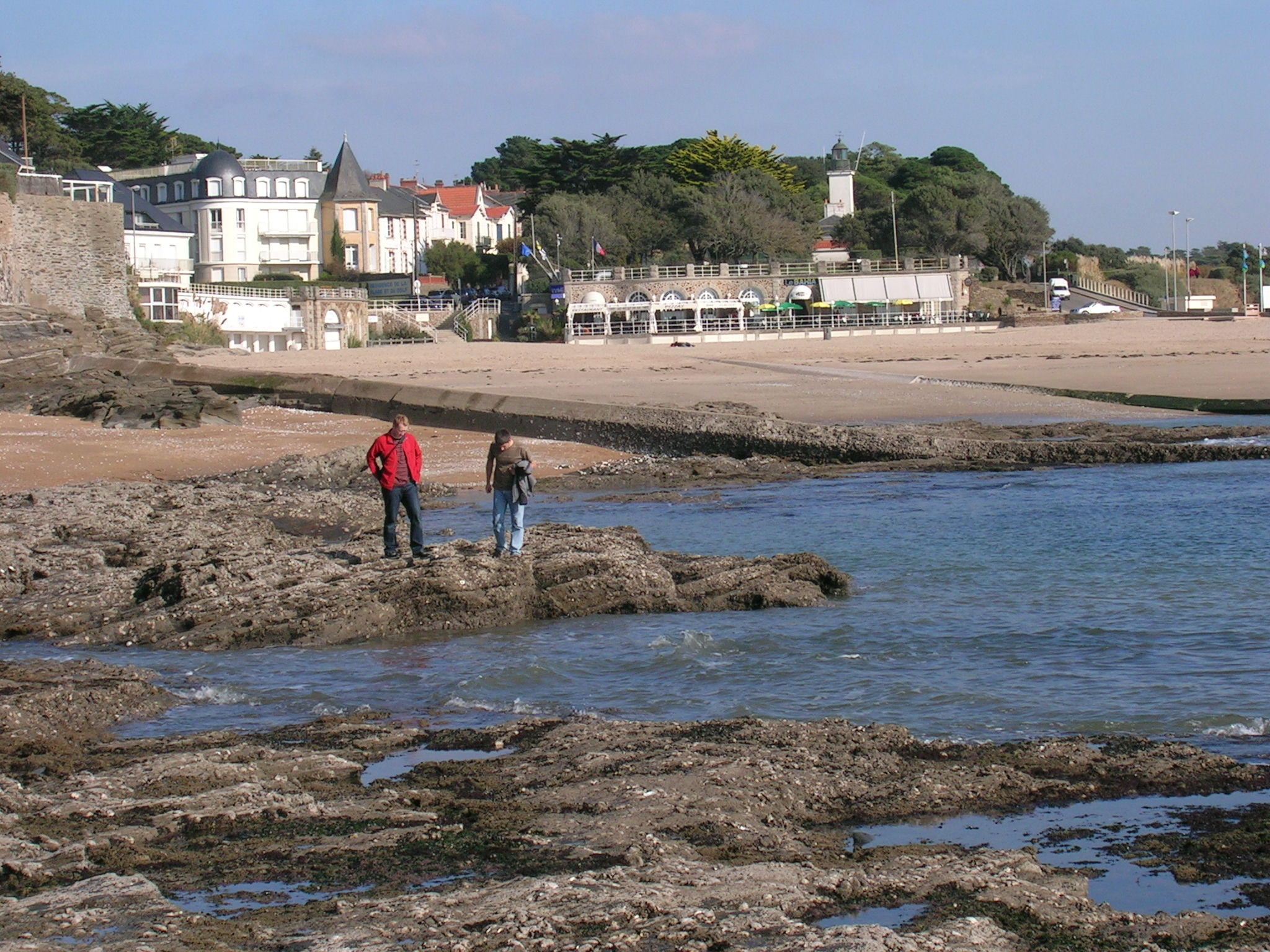
Strand in Pornic

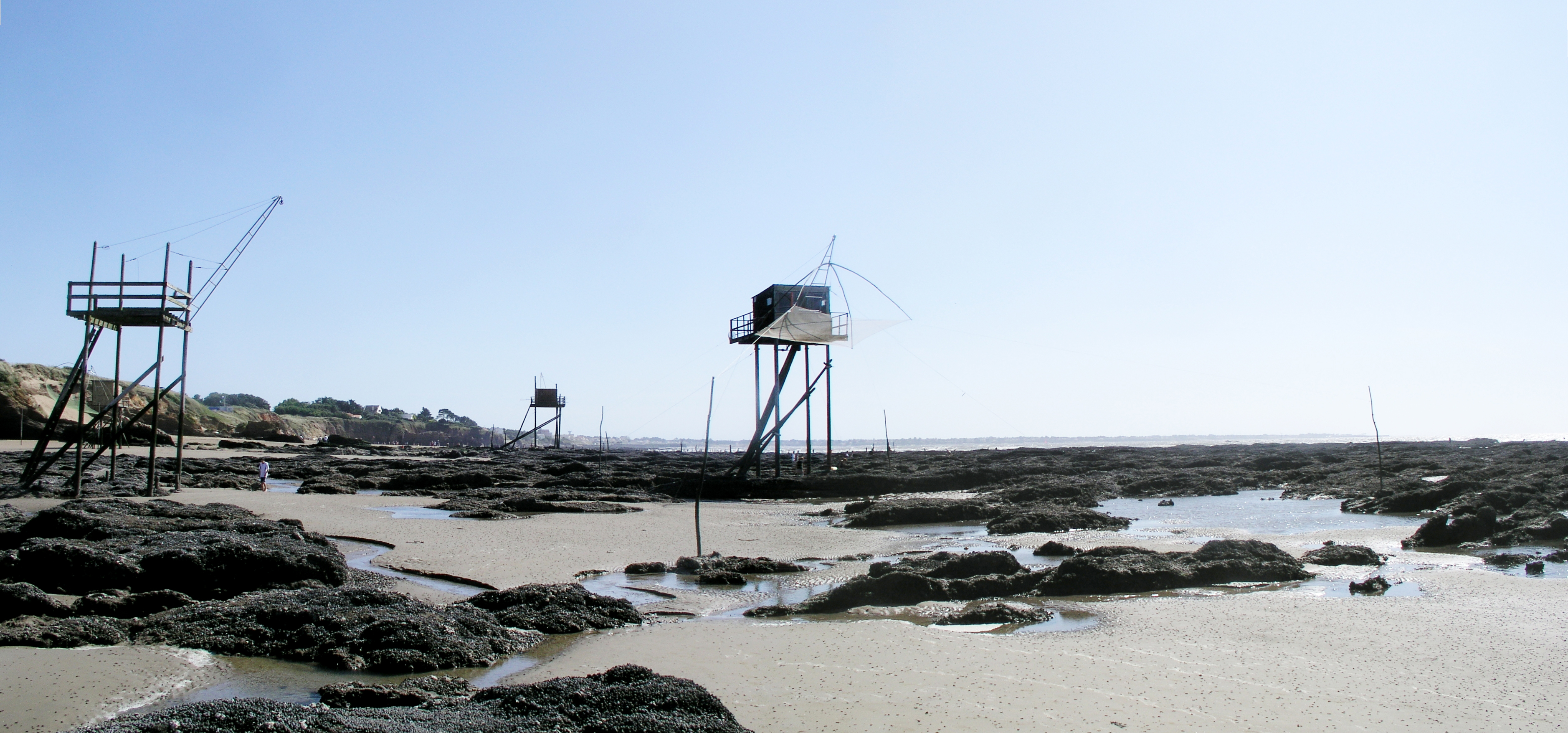
Fischerhütte (carrelet), Saint-Brévin-les-Pins

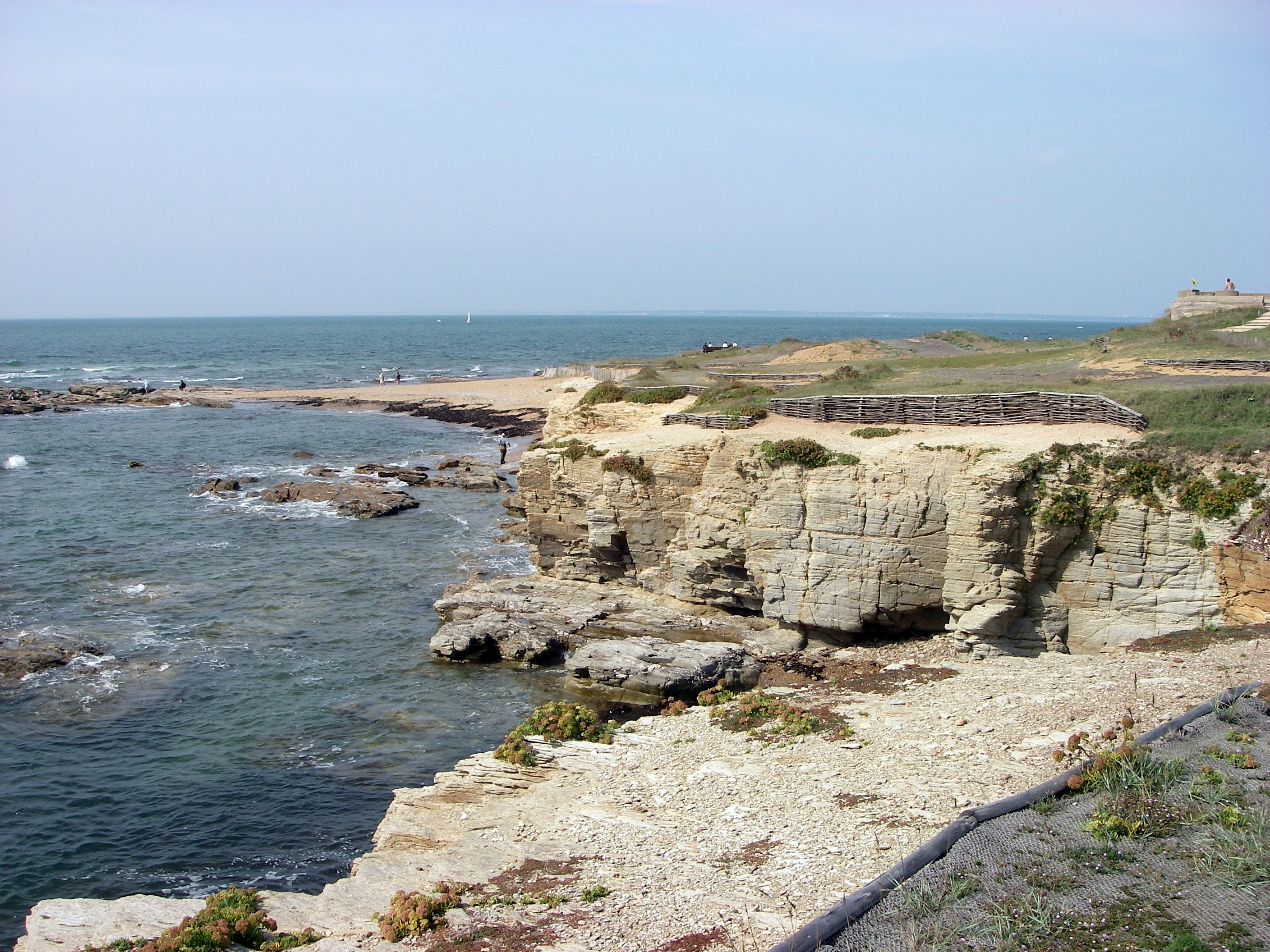
Pointe Saint-Gildas

Die Jadeküste (französisch: Côte de Jade) bildet den Küstensaum des Pays de Retz südlich der Loire-Mündung im Département Loire-Atlantique. Sie erstreckt sich von der Loiremündung im Norden bis zum Fluss Falleron im Süden, der Grenze zum Département Vendée bei Bourgneuf-en-Retz. Ihre zerklüfteten Felsen und zahlreichen Strände ziehen im Sommer viele Touristen an.

## Beschreibung
Die Küsten nördlich und südlich der Pointe Saint-Gildas unterscheiden sich deutlich.
Im Norden, von Mindin (Saint-Brevin-les-Pins) bis Cormier (La Plaine-sur-Mer), erstrecken sich lange, feine Sandstrände, die von mit Kiefern bewaldeten Dünen oder niedrigen Klippen begrenzt werden, mit vorgelagerten ausgedehnten Wattgebieten.
Im Süden, von La Plaine-sur-Mer bis La Bernerie-en-Retz, ist die Küste wilder und weist eine Reihe von Buchten und eher kleineren Stränden auf, die durch felsige Bereiche mit größeren Schieferklippen getrennt sind. Diese gehen dann in die Wattflächen, Salzwiesen und Polder des Marais Breton bei Les Moutiers-en-Retz über.

## Tourismus
Die wichtigsten Urlaubsorte an der Jadeküste sind von Nord nach Süd:
- Saint-Brevin-les-Pins
- Saint-Michel-Chef-Chef
- La Plaine-sur-Mer
- Préfailles
- Sainte-Marie-sur-Mer
- Pornic
- La Bernerie-en-Retz
- Les Moutiers-en-Retz.